# Prowadź mnie
Prowadź mnie jest singlem Kasi Kowalskiej promującym album Samotna w wielkim mieście wydanym w 2004 roku nakładem wytwórni Universal Music Polska.
Muzykę do utworu napisał Zdzisław Zioło, a słowa Kasia Kowalska.
Piosenka była jednym z utworów przewodnich filmu Ryszarda Zatorskiego Tylko mnie kochaj z roku 2006.

## Lista utworów
- Prowadź mnie – Radio Edit (3:42)
- Prowadź mnie – Album Version (4:14)
- Prowadź mnie – Acoustic Version (4:05)
- Prowadź mnie – Remix (3:59)